# Hugo Marcucci
Hugo María Marcucci (Sastre y Ortiz, provincia de Santa Fe, 13 de febrero de 1964) es un político y contador público argentino que ocupó el cargo de Diputado Nacional por la provincia de Santa Fe, habiendo conformado el bloque de diputados de la Unión Cívica Radical (UCR), y el interbloque parlamentario Cambiemos. También se desempeñó como Senador por el Departamento La Capital entre 2011 y 2015, y como Diputado provincial en dos períodos desde 2003 a 2011.

## Biografía

### Familia y carrera universitaria
Hugo Marcucci nació y vivió hasta su adolescencia en la ciudad de Sastre, un municipio del departamento San Martín, en el centro oeste de la provincia de Santa Fe, República Argentina. Actualmente está casado y tiene dos hijos.
En su ciudad natal terminó la escuela secundaria como Perito mercantil, y luego se mudó a la Ciudad de Santa Fe para estudiar en la Universidad Nacional del Litoral (UNL), graduándose como contador público nacional en 1995, y realizando una maestría en 1999.
Ocupó el cargo de Secretario de extensión universitaria de la UNL, desde 1994 a 1999.
En esa época comenzó a militar en la Unión Cívica Radical. Llegó a ser presidente de la Federación Universitaria del Litoral en 1987, y luego presidente de la Federación Universitaria Argentina en 1989.

### Carrera política
Entre 1999 y 2003 fue Jefe de Gabinete de asesores en la Subsecretaría de Cultura de la Presidencia de la Nación y asesor en la Cámara de Diputados de la Nación, en las Comisiones de Educación y de Obras Públicas.
En 2003 asumió como Diputado provincial en la Legislatura de la Provincia de Santa Fe. Ocupó el cargo durante dos períodos consecutivos, de 2003 a 2007, y de 2007 a 2011.
También presidió el Comité Radical de la provincia de Santa Fe entre 2009 a 2013.
En 2011 resultó elegido como Senador por el Departamento La Capital, por el Frente Progresista Cívico y Social, ocupando dicha banca hasta diciembre de 2015. Cumplido ese mandato, asumió como Diputado en la Cámara de Diputados de la Nación Argentina. hasta 2019.
Integró las comisiones parlamentarias de Análisis y seguimiento de normas tributarias y provisionales, Economía, Intereses marítimos fluviales pesqueros y portuarios, Obras públicas, Prevención de adicciones y control del narcotráfico, y Relaciones exteriores y culto.
En 2021 obtuvo una banca como concejal en Honorable Concejo Deliberante de la ciudad de Santa Fe representando a Juntos por el Cambio.
Actualmente, es precandidato a senador por el departamento La Capital de la provincia de Santa Fe en las elecciones que tendrán lugar el próximo 16 de junio de 2023, formando parte de la lista "Es con vos" en el frente "Unidos para Cambiar Santa Fe", también conocido como "Frente de Frentes".

### Labor parlamentaria
Durante sus períodos como diputado provincial, Marcucci promovió algunas iniciativas como la de Acceso a la Información Pública, la Ley de Ética Pública, o la Ley Autonomía Municipal.
En octubre de 2006, junto a sus pares Raúl Lamberto y Alicia Gutiérrez, realizaron una denuncia penal contra Austral Construcciones de Lázaro Báez, por venta irregular de motoniveladoras a la entonces administración Provincial.
Su labor frente al Senado entre 2011 y 2015 dejó proyectos como la Ley de monumento histórico provincial del Puente Colgante de Santa Fe, o la declaración de San José del Rincón como ciudad. También impulsó la donación de terrenos para la Fundación Conin, y la creación de un órgano de investigaciones en la Provincia.
En su labor como diputado Nacional, desde diciembre de 2015 ha ingresado al Congreso propuestas como el reintegro del IVA para jubilados, pensionados y Asignaciones Universales por Hijo, una iniciativa que busca que presidentes, vicepresidentes y jueces de la Corte Suprema de Justicia pierdan las pensiones vitalicias cuando incurran en delitos de corrupción, y la implementación del voto electrónico, entre otras.